# Wolfgang Zerna
Wolfgang Zerna  (Berlim, 11 de outubro de 1916 — Celle (Baixa Saxônia), 14 de novembro de 2005) foi um engenheiro alemão.

## Vida
Zerna frequentou a escola em Berlim e estudou engenharia civil na Universidade Técnica de Berlim, graduando-se em 1940, an tes de ser integrado à Wehrmacht. Em Berlim foi aluno de Franz Dischinger, Friedrich Tölke, Ferdinand Schleicher e Arnold Agatz. Em 1947 foi liberado do aprisionamento dos Estados Unidos, sendo então assistente na Universidade de Hanôver de Alf Pflüger, onde doutorou-se em 1947 com a tese Zur Membrantheorie der allgemeinen Rotationsschalen, com habilitação em 1948 com um trabalho sobre as equações fundamentais da teoria da elasticidade. No mesmo ano partcicipou de um intercâmbio científico professoral na Universidade de Durham, recepcionado por Albert E. Green, com quem conduziu uma parceria duradoura, culminando com uma monografia sobre a teoria da elasticidade em 1954, obra que tornou-se referência sobre problemas da teoria da elasticidade sobre a base do cálculo tensorial. Sua contribuição ao livro foi uma generalização de sua habilitação para cascas finas. Após seu retorno da Inglaterra foi engenheiro da Polensky & Zöllner em Colônia e Philipp Holzmann em Frankfurt am Main, onde foi responsável pelo trabalho com projetos com concreto protendido. 

## Obras
- com Albert E. Green: Theoretical Elasticity, Clarendon Press, Oxford 1954, 2. Auflage 1968
- Beitrag zur allgemeinen Schalenbiegetheorie, Ingenieur-Archiv, Band 17, 1949, S. 149-164
- Zur neueren Entwicklung der Schalentheorie, Beton- und Stahlbetonbau, Band 48, 1953, S. 88-89
- com H. Trost Rheologische Beschreibung des Werkstoffes Beton, Beton- und Stahlbetonbau, Band 62, 1967, S. 165-170
- Beuluntersuchungen an hyperbolischen Rotationsschalen, Opladen, Westdeutscher Verlag 1974
- Kriterien zur Optimierung des Baues von Großnaturzugkühltürmen im Hinblick auf Standsicherheit, Bauausführung und Wirtschaftlichkeit, Opladen, Westdeutscher Verlag, 1978